# Listă de palate din România
Mai jos este o listă de palate din România. Majoritatea lor sunt declarate monumente istorice de către Ministerul Culturii din România.

## Banat
- Palatul Baroc, Timișoara
- Palatul Băncilor Bănățene, ulterior Pension Central, Hotel Timișoara, Timișoara
- Palatul Camerei de Comerț, Timișoara
- Palatul Comunității de Avere, Caransebeș
- Palatul Cultural, Reșița
- Palatul Culturii, Timișoara
- Palatul Dauerbach, Timișoara
- Palatul Dejan, Timișoara
- Palatul Dicasterial, Timișoara
- Palatul Episcopal romano-catolic, Timișoara
- Palatul Fondului de Pensii, Timișoara
- Palatul Hilt, Timișoara
- Palatul Korongy, Caransebeș
- Palatul Lloyd, Timișoara
- Palatul Löffler, Timișoara
- Palatul Merbl, Timișoara
- Palatul Neuhausz, Timișoara
- Palatul Széchenyi, Timișoara
- Palatul Weiss, Timișoara

## Crișana și Maramureș

### Județul Arad
- Palatul Administrativ din Arad
- Palatul Administrației Financiare din Arad
- Palatul Andrenyi, Arad
- Palatul Băncii Naționale, Arad
- Palatul Bohuș, Arad
- Palatul Cenad, Arad
- Palatul Comitatului, Arad
- Palatul Cultural, Arad
- Palatul Doman Stefan, Arad
- Palatul Foldes, Arad
- Palatul Herman Gyula, Arad
- Palatul Jakabffyi, Arad
- Palatul Justiției, Arad
- Palatul Karpaty, Arad
- Palatul Kohn, Arad
- Palatul Kovács, Arad
- Palatul Nadasdy, Arad
- Palatul Neumann, Arad
- Palatul Prefecturii, Arad
- Palatul Sârbesc, Arad
- Palatul Suciu Maria, Arad
- Palatul Szantay, Arad
- Palatul Tribunei, Arad

### Județul Bihor
- Palatul Baroc, Oradea
- Palatul Episcopiei Ortodoxe, Oradea
- Palatul Episcopiei Greco-Catolice, Oradea
- Palatul Poinar, Oradea
- Palatul Primăriei, Oradea
- Palatul Rimanoczy Junior, Oradea
- Palatul Rimanoczy Senior, Oradea
- Palatul Ullman, Oradea
- Palatul Vulturul Negru, Oradea

## Dobrogea
- Palatul Arhiepiscopiei Tomisului, Constanța
- Palatul Comisiunii Europene a Dunării de Jos, Sulina
- Palatul Pașei de la Tulcea, Tulcea[1][2]

## Moldova

### Județul Bacău
- Palatul Administrativ din Bacău
- Palatul Știrbei, Dărmănești
- Palatul Ghika-Comănești, Comănești

### Județul Botoșani
- Palatul de Justiție, Botoșani

### Județul Galați
- Palatul Episcopal, Galați
- Palatul de Justiție, Galați
- Palatul Comisiei Europene a Dunării, Galați
- Palatul Administrativ din Galați
- Palatul Poștei, Galați
- Palatul Chrissoveloni de la Ghidigeni

### Județul Iași
- Palatul Culturii, Iași
- Palatul Roset-Roznovanu, Iași
- Palatul Mitropolitan, Iași
- Palatul Grigore Sturza, Iași
- Palatul de vară a lui Ioniță Sandu Sturza, Iași
- Palatul Domnesc, Iași
- Palatul Domnitorului Alexandru Ioan Cuza, Iași
- Palatul Braunstein, Iași
- Palatul Calimachi, Iași
- Palatul Cantacuzino-Pașcanu, Iași
- Palatul Neuschotz, Iași
- Palatul "Pentru Femei" (ruine), Iași
- Palatul Mihai Sturza, Iași
- Palatul Telefoanelor, Iași
- Palatul de pe Ziduri, Iași
- Palatul Alexandru Ioan Cuza, Ruginoasa
- Palatul Sturdza, Miroslava
- Palatul Sturdza, Miclăușeni
- Palatul Sturdza, Cozmești
- Palatul Domnesc (ruine), Cotnari
- Palatul Familiei Cantacuzino-Pașcanu, Pașcani

### Județul Neamț
- Palatul Episcopal, Roman, Neamț
- Palat, Tazlău, Neamț
- Palatul Cnejilor (ruine), Ceahlău, Neamț

### Județul Suceava
- Palatul Domnesc (ruine), Suceava
- Palatul de Justiție, Suceava
- Palatul Administrativ din Suceava

### Județul Vaslui
- Palatul Justiției, Vaslui
- Palatul Egumenesc, Florești, Vaslui
- Palatul Episcopal, Huși

## Muntenia

### București
vezi Lista palatelor din București

### Județul Ilfov
- Palatul Știrbey, Buftea
- Palatul Mogoșoaia
- Palatul Ghica din Căciulați[3]

### Județul Dâmbovița
- Palatul Brâncovenesc Potlogi [4][5][6][7][8]
- Palatul Justiției Târgoviște (Muzeul de Istorie din Târgoviște)

### Județul Giurgiu
- Palatul de la Dobreni, județul Giurgiu[9]

### Județul Prahova
- Castelul Peleș, Sinaia
- Castelul Pelișor, Sinaia
- Castelul Foișor, Sinaia
- Palatul "Micul Trianon", Florești, Prahova[10]

## Oltenia
- Palatul Administrativ, Craiova
- Palatul Banca Comerțului, Craiova
- Palatul Constantin Mihail, Craiova
- Palatul Cultural "Theodor Costescu", Drobeta Turnu Severin[11][12]
- Palatul Domnesc, Romanii de Jos, Vâlcea- Horezu
- Palatul Domnesc, Strehaia
- Palatul Cosma Constantinescu, Corabia, Olt
- Palatul Episcopal, Râmnicu Vâlcea
- Palatul Finanțelor, Târgu Jiu
- Palatul de Justiție, Craiova
- Palatul Marincu, Calafat
- Palatul Mitropolitan, Craiova
- Palatul Pleșa, Obârșia de Câmp, Mehedinți
- Palatul Jean Mihail, Craiova [13]

## Transilvania

### Județul Alba
- Palatul Principilor din Alba Iulia
- Palatul Apor din Alba Iulia

### Județul Brașov
- Palatul Finanțelor (Primăria), Brașov
- Palatul de Justiție, Brașov
- Palatul Poștei, Brașov
- Palatul Telefoanelor, Brașov

### Județul Cluj
| Denumire                         | Proprietar      | Localitate  | An construire | Observații |
| Palatul Arhiepiscopiei Ortodoxe  | N/A             | Cluj-Napoca |               |            |
| Palatul Babos                    | Familia Babos   | Cluj-Napoca |               |            |
| Palatul Bánffy                   | Familia Bánffy  | Cluj-Napoca |               |            |
| Palatul Berde                    | Familia Berde   | Cluj-Napoca |               |            |
| Palatul de Finanțe               | N/A             | Cluj-Napoca |               |            |
| Palatul de Justiție              | N/A             | Cluj-Napoca |               |            |
| Palatul Elian                    | Familia Elian   | Cluj-Napoca |               |            |
| Palatul Josika                   | Familia Jósika  | Cluj-Napoca |               |            |
| Palatul Poștei                   | N/A             | Cluj-Napoca |               |            |
| Palatul Prefecturii              | N/A             | Cluj-Napoca |               |            |
| Palatul Reduta                   | N/A             | Cluj-Napoca |               |            |
| Palatul Regionalei Căilor Ferate | N/A             | Cluj-Napoca |               |            |
| Palatul Rhedey                   | Familia Rhedy   | Cluj-Napoca |               |            |
| Palatul Szeky                    | Familia Szeky   | Cluj-Napoca |               |            |
| Palatul Telefoanelor             | N/A             | Cluj-Napoca |               |            |
| Palatul Teleki                   | Familia Teleki  | Cluj-Napoca |               |            |
| Palatul Toldalagi-Korda          | Toldalagi-Korda | Cluj-Napoca |               |            |
| Palatul Urania                   | N/A             | Cluj-Napoca |               |            |
| Palatul Wass                     | Familia Wass    | Cluj-Napoca |               |            |
| Palatul Princiar din Turda       | N/A             | Turda       |               |            |
| Palatul de Justiție              | N/A             | Dej         |               |            |
| Casa Racoțiană                   | N/A             | Dej         |               |            |

### Județul Hunedoara
- Palatul Administrativ din Deva

### Județul Mureș
- Palatul Apollo din Târgu Mureș
- Palatul Culturii din Târgu Mureș
- Palatul Prefecturii din Târgu Mureș

### Județul Satu Mare
- Palatul Episcopal, Satu Mare

### Județul Sibiu
- Palatul Brukenthal, Sibiu
- Palatul Brukenthal din Avrig[14]

- Palatul Filek, Sibiu